# Mỹ Thạnh (An Giang)
Mỹ Thạnh is een phường in de stad Long Xuyên, in de Vietnamese provincie An Giang. Mỹ Thạnh ligt aan de westelijke oever van de Hậu. Bij Mỹ Thạnh ligt het voormalige Luchthaven Long Xuyên.